# The Shooting Party
The Shooting Party (1987-1997) was een Nederlands cabaret- en muziekgroep uit Amsterdam bestaande uit Theo Nijland, Coen van Vrijberghe de Coningh en Han Oldigs.

## Achtergrond
- Theo Nijland - zang, keyboards en piano
- Coen van Vrijberghe de Coningh - zang, gitaar en bas
- Han Oldigs - zang en mondharmonica, houtje

De muziekstijl van de band is het best te omschrijven als Engels- en Nederlandstalige pop. De muziek bevat duidelijke invloeden uit de funk, blues, er werd veel gespeeld op de mondharmonica. Het programma was vooral bekend door de scherpzinnige en filosofische teksten. De eerste jaren werd alles uitsluitend in het Engels gedaan, later werd besloten dat in het Nederlands hun ideeën beter tot hun recht kwamen.

## Biografie
The Shooting Party ontstond in 1987. Theo Nijland: "Coen kende ik al van de Kleinkunstacademie. Later kwam ik hem tegen in de platenstudio. Hij was producent. Ik nam filmmuziek bij hem op. In een dronken bui op Koninginnedag besloten we samen een bandje te beginnen". De naam van de groep werd ontleend aan de gelijknamige film van Alan Bridges uit 1985.
The Shooting Party vermengde cabaret met Engelstalige popmuziek. Tijdens de optredens maakten de bandleden gebruik van hun acteertalenten. Theo Nijland leverde het songmateriaal. The Shooting Party trad eerst op als korte act. Het eerste avondvullende programma gaat in 1988 in première in De Kleine Komedie te Amsterdam.
Tussen 1990 en 1992 breidt The Shooting Party het repertoire uit en gaat op tournee met The Master Of Hounds. Het titelloze debuutalbum bevat nummers uit dit programma. De cd wordt niet in van Vrijberghe de Coninghs eigen studio United Sweat opgenomen, maar in Zeezicht met Boudewijn de Groot als producer.
In februari 1993 gaat het tweede programma van The Shooting Party getiteld V.S.O.P. (Very Superior Old Product) van start en wordt geregisseerd door Wivineke van Groningen.
In 1995 komt het programma "Wild", een Nederlandstalige show van honderd voorstellingen. De muziek uit deze show wordt vastgelegd op de cd Wildlive.
In 1996 traden ze op tijdens de Uitmarkt met de nummers Cool Water, A man's world en To be with you.
Voor hun lied "Kaal" uit het programma Wild krijgt The Shooting Party op 31 maart 1996 de Annie M.G. Schmidt-prijs voor het Beste Nederlandstalige theaterlied uit 1995. Het trio start in september met de voorbereidingen voor het jubileumprogramma Greatest Hits waarmee ze in oktober en november op tournee gaan. Het laatste gezamenlijke optreden in het theater is in de Stadsschouwburg Utrecht op 21 november 1996. De leden van The Shooting Party gaven daarna er voorlopig de brui aan vanwege geldgebrek. Wel traden ze in mei 1997 op in een televisieprogramma van Bert Visscher.
Het einde van The Shooting Party werd definitief toen Coen van Vrijberghe de Coningh plotseling overleed op 15 november 1997. Als eerbetoon werd in november 1998 het album Greatest Hits - Live in de Kleine Komedie uitgebracht, opgenomen op 17 en 18 november 1996. Ook werd er in diezelfde maand een besloten herdenkingsconcert in de avond gegeven in De Kleine Komedie voor ruim 300 vrienden van Vrijberghe de Coningh. Het trio kwam nog één keer bij elkaar; Oldigs en Nijland live en Van Vrijberghe de Coningh via een band.

## Albums
| Album met eventuele hitnotering(en) in de Nederlandse Album Top 100 | Datum van verschijnen | Datum van binnenkomst | Hoogste positie | Aantal weken | Opmerkingen                                                                                                |
| ------------------------------------------------------------------- | --------------------- | --------------------- | --------------- | ------------ | --- |
| Greatest Hits - Live in de Kleine Komedie                           | 1998                  |                       |                 |              | Gastmuzikanten: Jaap Vrenegoor (drums), Ton Nieuwenhuizen (bas/gitaar) en André van der Hoff (sax/toetsen) |
| Wildlive                                                            | 1996                  |                       |                 |              | |
| The Shooting Party - In Concert                                     | 1993                  |                       |                 |              | |
| The Shooting Party                                                  | 1991                  |                       |                 |              | Gastmuzikanten: Jaap Vrenegoor, Åke Danielson en Wouter Planteijdt                                         |

## Trivia
- Op het tweede soloalbum  Jij van Theo Nijland uit 2001 zingt Nijland twee nummers van The Shooting Party solo, namelijk Kaal en Hebben (en houwen).
- Het nummer De liefde staat sinds 2007 in De Kleinkunst top 202. In 2007 op nummer 198, in 2008 op nummer 61, in 2009 op nummer 129 en in 2010 op nummer 145.[6] Het liedje was het eerste Nederlandstalige nummer van de band wat aan het slot van het tweede programma V.S.O.P. uit 1993 werd gezongen.
- The Shooting Party was meerdere malen te gast in het televisieprogramma Geen C te hoog, namelijk op 25 december 1990 met een eigen kerstlied, op 12 april 1991 met het lied Just can't give you my love en op 31 mei 1991 met het lied Living in a sewer.